# Im Parterre links
Im Parterre links ist ein Schweizer Spielfilm im Volksstück-Stil aus dem Jahre 1963 von Kurt Früh.

## Handlung
Die Handlung von „Das Fenster zum Flur“ wurde von Berlin nach Zürich verlegt. Dort steht die resolute Annie Wieser ihrer Familie vor. Sie, die mit einem bescheidenen Straßenbahnschaffner verheiratet ist, drangsaliert die ihren mit ihren hochtrabenden Plänen, die all deren Lebens- und Arbeitsbereiche betrifft. Sie ist sehr ehrgeizig, glaubt, dass ihr Mann noch den großen Karrieresprung vor sich hat und möchte, dass ihre Tochter Evi eines Tages eine berühmte Sängerin wird. Immerhin hat bereits ihre ältere Tochter Helen einen amerikanischen Millionär geheiratet. Ihr Sohn Herbert wird, davon geht Annie fest aus, eines Tages ein bedeutender Chirurg. Was der Haushaltsvorstand aber nicht weiß, ist, dass viele ihrer Wunschvorstellungen pure Seifenblasen sind. Selbst Helens „Millionär“ aus den USA existiert nicht, sie hat sich lediglich ein Kind namens Danny andrehen lassen. Der dazugehörige Vater ist längst über alle Berge!
Evis Durchbruch als Gesangsstar liegt in weiter Ferne, noch wurstelt sie sich in einer Bar durch, stets in der Hoffnung, eines Tages „entdeckt“ zu werden. Herbert wiederum will überhaupt nicht Medizin studieren, denn ihm wird ständig schlecht, wenn er an einer Autopsie teilnehmen muss. Zu allem Überfluss ist jetzt auch noch Vater Karl arbeitslos geworden. Keiner von ihnen traut sich, Mutter Annie die Wahrheit zu sagen, da man befürchtet, dass dieser Schock, das Zerbrechen der Lebenslüge, zu viel für sie sein könnte. Doch Annie ist eine resolute Frau und stärker als ihr Mann und ihre Kinder glauben. Als sie von den geplatzten Träumen erfährt, sackt sie nicht in sich zusammen, sondern schmiedet gleich neue Zukunftspläne: Karl soll operiert werden, für Danny muss ein neuer Vater her, und Evis Freund, der jugoslawische Gastarbeiter Sandro Jovanović, der sich bereits als Musiker in Nachtclubs versucht, könnte ja eines Tages seinen großen Durchbruch erleben…

## Produktionsnotizen
Im Parterre links wurde vom 14. Januar bis zum 8. Februar 1963 im Filmstudio Salmen in Schlieren gedreht. Außenaufnahmen entstanden in Zürich, wo der Film am 26. März 1963 im dortigen Apollo-Filmtheater uraufgeführt wurde.
Die Filmbauten entwarf Max Röthlisberger, die Kostüme stammen von Robert Gamma. Die Steinmann-Rolle sollte eigentlich Margrit Rainer übernehmen, die aber ablehnte.
Im Parterre links war in kurzer Zeit bereits die zweite Verfilmung dieses 1960 uraufgeführten Volksstücks von Curth Flatow und Horst Pillau. Bereits 1961 entstand nach ebendieser Vorlage unter der Regie von Paul Verhoeven der Film Ihr schönster Tag mit Inge Meysel. Im Parterre links war zugleich die letzte Spielfilmproduktion der einst stolzen und jetzt bereits daniederliegenden Gloriafilm AG. Um die Finanzierung (300.000 Schweizer Franken) sicherzustellen, wurde die große Konkurrenz von einst, die Praesens-Film Lazar Wechslers, mit ins Boot geholt. Doch die heimelige Geschichte wurde letztlich von Kurt Früh zu bieder und handlungsarm inszeniert, ganz im Stil einer Fernsehproduktion.

## Kritiken
„Früh konzipiert Im Parterre links wie ein Kammerspiel, in dem die Handlung von den Charakteren ausgeht und nicht durch äussere Einwirkungen vorangetrieben wird. (…) Das ‚Vaudeville‘ tendiert zur Parabel, gleitet jedoch in diesem Fall zur Banalität ab, denn der Filmemacher wagt nicht, schöpferisch zu intervenieren.“

Im Lexikon des internationalen Films heißt es: „Die deutsche Volksstück-Vorlage … ist mit viel Gespür für witzige, trockene Dialoge ins ‚Züri-Dütsch‘ und in stimmiges Zürcher-Kleinbürgermilieu übertragen worden. Der Mißerfolg beim Publikum bewies aber, daß die Zeit des Genres, dem er zuzuordnen ist, abgelaufen war.“